# Комплекс будівель Ліцею князя Безбородька
Комплекс будівель Ліцею князя Безбородька або Комплекс будівель Ніжинської гімназії вищих наук — комплекс будівель та група пам'яток архітектури та історії національного значення у Ніжині. Зараз у головному корпусі розміщується Ніжинський державний університет імені Миколи Гоголя.

## Історія
Постановою Кабінету Міністрів УРСР від 24.08.1963 № 970 «Про впорядкування справи обліку та охорони пам'яток архітектури на території Української РСР» ряду будівель комплексу надано статус значення з охоронним № 825/1 під назвою «Головний корпус ліцею князя Безбородька», № 825/2 — «Будинок служб ліцею князя Безбородька», № 825/3 — «Каретник ліцею князя Безбородька», № 825/4 — «Стайня ліцею князя Безбородька» — «Житловий будинок ліцею князя Безбородка».
Постановою Кабінету Міністрів України від 03.09.2009 № 928 головному корпусу ліцею надано статус «пам'ятника історії національного значення» з охоронним № 250019-Н під назвою «Будинок Гімназії вищих наук Безбородька, де навчалися Л. І. Глібов, О. П. Гребінка, М. В. Гоголь та інші видатні діячі».
Комплекс також включає два «нововиявлених пам'ятники архітектури» — житловий будинок Ліцею князя Безбородка (№ 2 корпус 7) та житловий будинок ліцею (№ 2 корпус 8) — обидві 2-ї половини ХІХ століття.
Встановлено інформаційну дошку.

## Опис
4 вересня 1820 року коштом Олександра Безбородька та Іллі Безбородька було відкрито Ніжинську гімназію вищих наук. У період 1832—1840 роки навчальний заклад називався Ніжинський фізико-математичний ліцей, 1840—1875 роки — Ніжинський юридичний ліцей, 1875—1919 роки — Історико-філологічний інститут князя О. А. Безбродька.
У період 1805—1817 роки було споруджено навчальний корпус гімназії в стилі класицизму за проектом архітектора Луїджі Руска на околиці Ніжина Магерках.
Кам'яний, 3-поверховий на цоколі, П-подібний у плані будинок, має три об'єми. Центральний обсяг головного фасаду на два поверхи прикрашений колонадою (один ряд із 12 колон), над колонадою балкон третього поверху. Фасад симетричний, що підкреслюють ризаліти увінчані трикутними фронтонами. Тімпани фронтонів прикрашені барельєфами. Центральний обсяг вінчає фронтон, де розміщено Малий герб України. Направлений на північний схід на площу, яка існувала до 1908 року. Вікна 2-го поверху головного фасаду ризалітів прикрашені прямими сандриками на кронштейнах, які чергуються з фронтонами. Кожен об'єм з двосхилим дахом.
Спочатку двоповерховий об'єм з'єднував триповерхові флігелі, які мали окремі входи. Між ними довжину центральної ділянки головного фасаду прикрашала колонада з парадними сходами посередині та гербом князя Безбородька та сімейним девізом «Labore et zelo» («Працею та старанністю»). З тилу флігелі утворювали дворик, який з'єднувався з ліцейським садом (Графський парк), що і зараз зберіг регулярне планування. Під час перебудов 1876—1879 років над середньою ділянкою було зведено третій поверх, а над колонадою облаштовано балкон.
У 1919 році на базі Історико-філологічного інституту князя О. А. Безбродька було створено Науково-педагогічний інститут. Незабаром був перейменований на Інститут народної освіти, у період 1934—2004 років — Ніжинський педагогічний інститут (з 1939 року — імені М. В. Гоголя). У 2004 році був реорганізований у Ніжинський державний університет імені Миколи Гоголя.
На фасаді встановлені меморіальні дошки.